# Shibata Katsuie
Shibata Katsuie (柴田勝家?   1522 - 14 de junio de 1583) o Gonroku (権六?) fue un comandante militar durante el período Sengoku de la historia de Japón bajo las órdenes de Oda Nobunaga.

## Biografía
Katsuie nació dentro del clan Shibata, una rama militar del clan Shiba (descendientes del clan Ashikaga).
Originalmente, sirvió para Oda Nobuyuki, hermano menor de Nobunaga y en 1556 lanzó un golpe de Estado en contra de Nobunaga pero después de la derrota en la Batalla de Ino, le retiró su apoyo y pasó al bando de Nobunaga, por lo que este le prometió que tomaría nupcias con su hermana menor, Oichi. Sin embargo, en 1564 Oichi contrajo nupcias con Azai Nagamasa, quien terminaría encarando la coalición Oda/Tokugawa durante la Batalla de Anegawa en 1570 (que perderían los Azai junto con los Asakura). Durante una segunda batalla, la de Odani de 1573, Nagamasa sabía que no tenía posibilidades frente al ejército de Oda por lo que envió de vuelta a su esposa junto con sus tres hijas y cometió seppuku junto con su hijo. Katsuie no estuvo presente en Anegawa ya que su castillo, el Chokoji estaba asediado por 4000 soldados Rokkakku. Finalmente pudo vencer en esta batalla debido a un ataque “todos afuera” que hizo que los Rokkakku se retiraran. Ésta, junto con otras victorias brillantes, le ganó el reconocimiento popular y era conocido como "Oni Shibata".
En 1575, después de tomar el control de la Provincia de Echizen, ganó el castillo Kitanosho y le fue ordenado que conquistara la Región Hokuriku. Después de controlar las provincias de Kaga y Noto, comenzó su campaña en contra de la Provincia de Etchu en 1581. En 1582, Nobunaga cometió seppuku durante el “Incidente en Honnō-ji” pero Katsuie se encontraba en el asedio de Matsukura enfrentándose a la armada del clan Uesugi, por lo que no podía regresar.
En una reunión en Kiyosu para determinar quien debía ser el sucesor de Nobunaga, apoyó a Oda Nobutaka, tercer hijo de Nobunaga. Katsuie se unió con Takigawa Kazumasa para enfrentar a Toyotomi Hideyoshi en batalla. La dura nevada, además del ataque de las tropas de Uesugi le impidieron poder asistir a sus aliados que fueron derrotados. Sus tropas, bajo el mando de Sakuma Morimasa, asediaron a Nakagawa Kiyohide en Shizugatake para tratar de emparejar las luchas en la batalla. Sakuma ignoró las órdenes de Katsuie de sólo probar las defensas del enemigo y fue destruido por el ejército de Hideyoshi. Katsuie se replegó al castillo Kitanosho pero con el ejército destruido, no tenía más opciones que rendirse. Katsuie le pidió a Oichi que se fuera con sus hijas y huyera, pero ella decidió quedarse con él y cometieron seppuku después de prenderle fuego al castillo.

## Matrimonio
Nobutaka arregló el casamiento entre su tía Oichi con Katsuie para asegurar su lealtad con el clan Oda.
Tres de las hijas de Oichi pudieron escapar y son famosas por casarse con hombres influyentes de la época. Estas fueron:
- Chacha o Yodogimi, segunda esposa de Toyotomi Hideyoshi y madre del heredero de Hideyoshi, Hideyori.
- Ohatsu, esposa del daimyō Kyogoku Takatsugu
- Oeyo, o Sūgen'in, esposa del segundo shogun Tokugawa, Hidetada y madre de su sucesor Iemitsu.